# Francisco Garro
Francisco Garro (Alfaro, c. 1556 — Lisboa, antes del 27 de marzo de 1623) fue un importante compositor del Renacimiento.

## Vida
Francisco Garro nació en Alfaro, España, hacia 1556, hijo de Domingos de Garro y de María Sanz. Fue un importante compositor del Renacimiento.
En 1572 se presentaba a las oposiciones para el magisterio de la Catedral de Calahorra, que había quedado vacante por la partida de Francisco de Velasco. Garro, que se presentó como maestro de capilla de la Colegiata de Tudela, tuvo que enfrentarse a Juan de Muro, maestro de la Colegiata de Vitoria; Juan del Río, sochantre de la Catedral de Calahorra; Alonso de Tovar, músico de la Catedral de Sigüenza; Juan Misol, músico de la Colegiata de Alcalá de Henares; Cristóbal Cortés, maestro de capilla del Pilar de Zaragoza, que fue excluido por no ser castellano; y Alonso de Tejeda, el ganador, del que en ese momento se le desconoce cargo.
Ocupó varios otros cargos en España, en Logroño, como maestro de capilla en Valladolid (marzo de 1580) y como maestro de capilla en la Catedral de Sigüenza (octubre de 1580).
Posteriormente pasó a trabajar en Portugal como maestro de la Capilla Real del rey Felipe II de España, conocido allí como Filipe I de Portugal, a partir del 27 de septiembre de 1592, cargo que ocupó hasta a su fallecimiento. Había sustituido en el cargo a Antonio Carreira, el Viejo (nacido hacia 1520/1530 - fallecido entre 1587 y 1594). Dos publicaciones contienen las composiciones musicales de Francisco Garro, ambas publicadas en 1609 y ambas dedicadas al rey Felipe III de España, una de ellas con obras polifónicas.

## Composiciones
Sus composiciones se dividen entre la obra que llegó a nuestros días y la obra perdida. Las que llegaron hasta nosotros se encuentran en tres fuentes: la British Library, en Londres; la Biblioteca General de la Universidad de Coímbra; y el Archivo de la Universidad del Miño, en Braga. La obra perdida, en el terremoto de 1755, es citada en el Índice de la Biblioteca Musical de Juan IV de Portugal.

### Obra Conocida
- Missae quatuor, defunctorum lectiones: Misa ‘Cantate Domino’, 8vv, bc; Misa ‘Domine in virtute tuya’, 12vv, bc; Misa ‘Fili quid fecisti nobis sic’, 8vv, bc; Misa pro defunctis, 8vv; Alleluia, ego os elegí/Assumpta est Maria, 8vv; Alleluia, tanto tempore, 8vv; Alleluia, vidimus stellam, 8vv, Parcemihi, 8vv; Spiritus míos, 8vv: (Lisboa, 1609), inc.[8]

- Opera aliquot: Misa ‘Saeculorum’ primi toni, 5vv; Misa ‘El quam pulchra es’, 4vv; Misa ‘Tú es qui venturus es’, 4vv; Misa Maria Magdalena, 6vv; Rocias me, 5vv; In principio erat verbum, 5vv; Parce mihi, Domine, 5vv; El magnum mysterium, 6vv; Vidi aquam, 6vv: (Lisboa, 1609) [copia de la colección privada de Ivo Cruz, Lisboa, ahora en la Biblioteca Nacional].

### Obra Perdida
- Beatus venir, 8vv; Dixit Dominus, 8vv; Laudate Dominum omnes gentes, 8vv; responsórios de Navidad y Vilancicos de la Epifania: Alma dormida despierta, 3vv/6vv; Aquí para entre los de los, 4vv/6vv; Ayudad a cantar, 4vv/8vv; Despertad señores, 3vv/6vv; Entre las dulce y la una, 4vv/6vv; Este manjar me sostenga, 3vv/5vv; Haganse alegrías, 1v/8vv; Llegad conmigo, 1v/5vv; En el quiero en el, campana pan del Cielo, 3vv/5vv; Vente conmigo Miguel, 3vv/5vv.

## Ediciones Modernas (Partituras)
- Latino, Adriana (ed.), Francisco Garro: Libro de Antífonas, Misas y Motetes, Portugaliae Musica, volumen L I, Lisboa, Fundación Calouste Gulbenkian, 1998.